# 피렌체 국립 고고학 박물관

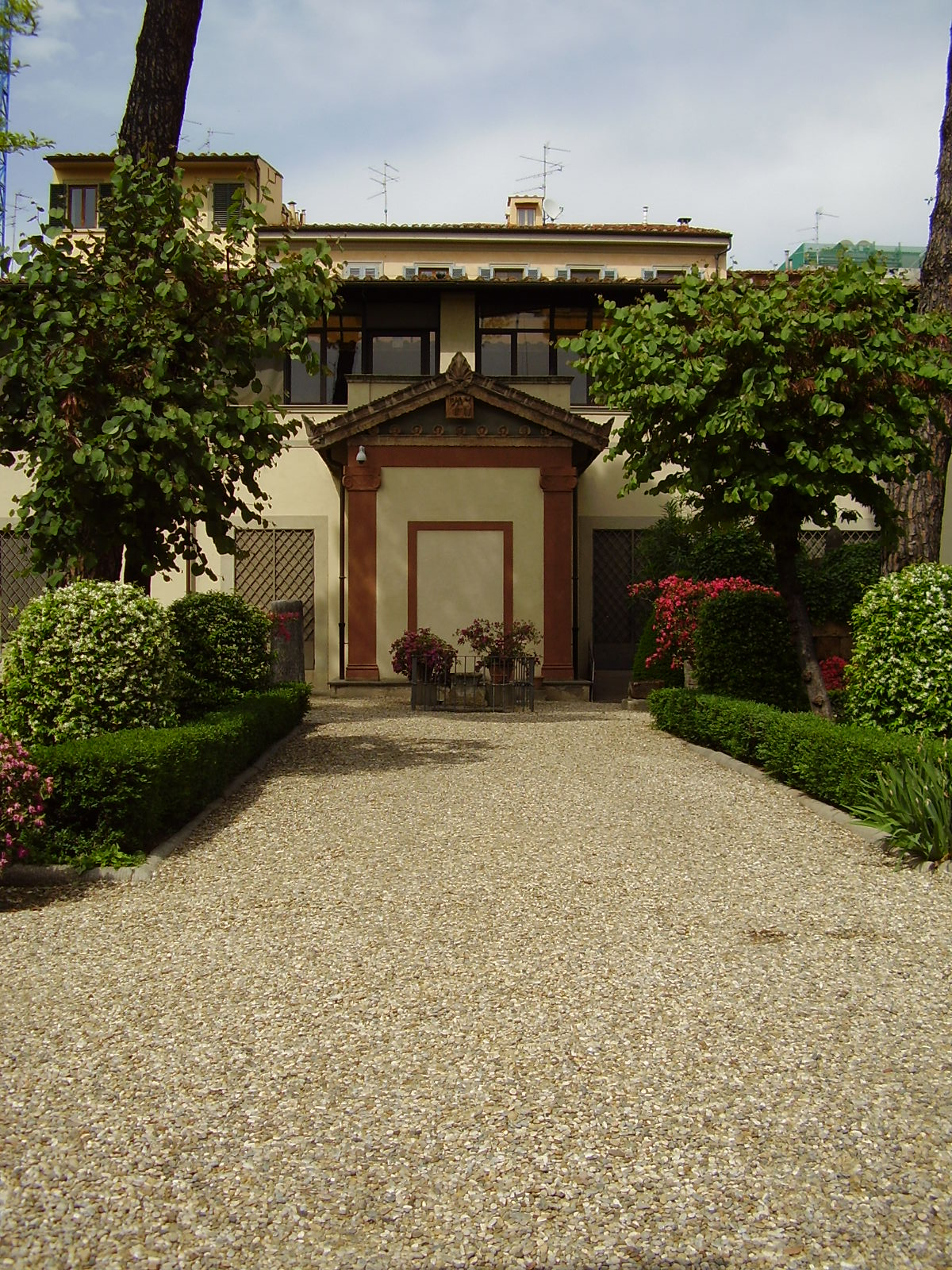
피렌체 국립 고고학 박물관의 에트루리아 전시장

피렌체 국립 고고학 박물관(이탈리아어: Museo archeologico nazionale di Firenze)은 이탈리아 피렌체에 있는 고고학 박물관이다. 크로체타 궁전(Palazzo della Crocetta, 1620년에 페르디난도 1세 데 메디치의 딸 마리아 마달레나 데 메디치를 위해 줄리오 파르지가 지은 궁전) 내 산티시마 안눈치아타 광장에 위치한다.

## 역사
피렌체 국립 고고학 박물관은 1870년 비토리오 에마누엘레 2세가 참석한 가운데 파엔차 거리에 있는 체나콜로 디 풀리뇨(Cenacolo di Fuligno)라는 건물에서 개관하였다. 당시에는 소장품이 에트루리아와 로마 시대의 유물로만 이뤄졌었다. 점차 소장품이 늘어나며, 새로운 장소가 필요해졌고 1880년에 현재 건물로 옮겨졌다.
피렌체 국립 고고학 박물관의 소장품 최초 기반은 메디치와 로트링겐 가문 등의 가문 소장품이었으며, 1890년까지 우피치 미술관에서 몇 차례 소장품들이 옮겨지기도 했다 (우피치에서 보유하고 있던 대리석 조각상 컬렉션은 예외). 이집트관은 토스카나 대공의 컬렉션의 일부와 1828–29년에 이뤄진 탐험을 통해서 또 일부 그리고 이폴리토 로셀리니와 샹폴리옹 등이 주도한 탐험에서 얻은 것들로 18세기 전반기에 형성된 것이다.

## 에트루리아 컬렉션

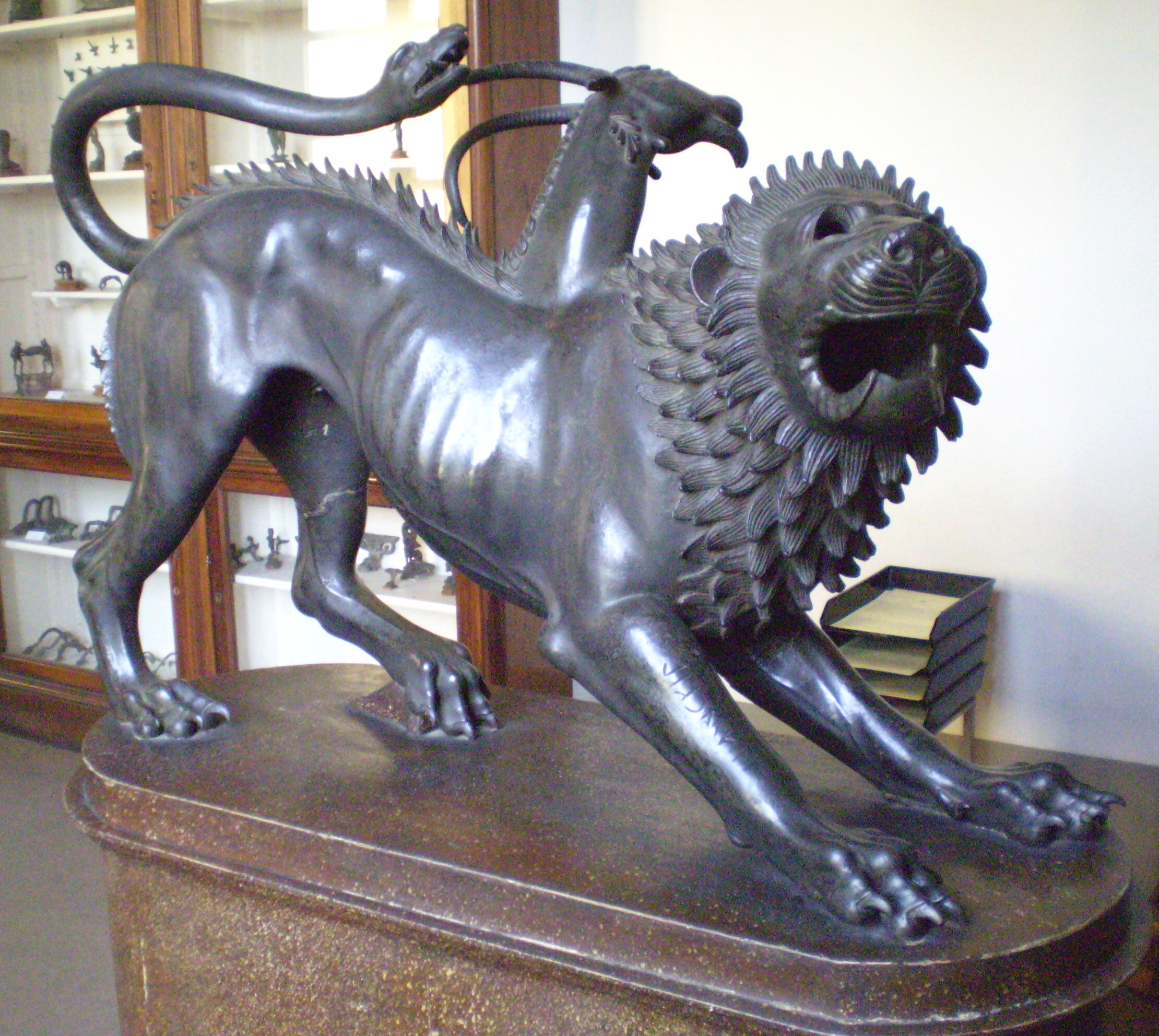
아레초의 키메라

에트루리아실의 구성은 2006년에 다시 꾸며졌다. 또한 2006년에 1966년 홍수로 피해를 입은 2,000점이 넘는 유물들에 대해 40년 늦게 보수가 이뤄졌다.
- 아레초의 키메라 – 메디치 가문의 요새를 건설하던 중 1553년 아레초에서 출토됨
- 아르링가토레 (연설가) - 토가를 착용한 에트루리아인을 묘사한 실제 크기 동상 (기원전 1세기)
- 마테르 마투타 (기원전 460년–450년, 키안차노테르메로 반환)
- 라에르티아 세이안티 사르코파구스 (기원전 2세기)
- 아마존 사르코파구스 (기원전 4세기)

## 로마 컬렉션
- '페사로의 이돌리노' - 젊은 사내를 묘사한 146cm 높이의 동상으로, 고전 시기 그리스 조각상의 로마 시대 복제품이며 1530년 10월 페사로 중심지에서 조각으로 발견됐다.
- '토르소 디 리보르노' - 기원전 5세기의 그리스 조각상을 모방한
- '갈로 트레보니아노' - 3세기 말에 제작된 '수탉 조각상'.
- 아레초의 미네르바 - 프락시텔레스가 만든 기원전 4세기의 그리스 조각상을 모방한 로마 시대 동상.

## 그리스 컬렉션
고대의 도자기들로 이뤄진 거대한 컬렉션은 2층에서 여러 보관함에 담겨 넓은 방에서 전시되고 있다. 대체로 에트루리아 무덤에서 나온 항아리들이며 그리스 그 중에서도 아테네(항아리들 대부분이 만들어진 곳)와 문화적 상업적 교환이 이뤄졌다는 증거물로, 기원전 4세기 이후의 것들로 추정한다.
이 항아리들 중에 가장 높은 평가를 받는 것은 도공 에르고티모스 그리고 채색공 클레이티아스가 제작한 기원전 570년경의 대형 흑화 크라테르이다. 1844년 키우시의 폰테 로텔라(fonte Rotella)에 있는 무덤에서 이 항아리를 발견한 고고학자 프랑수아에 의해 프랑수아의 단지로 명명되었고 양쪽으로 그리스 신화의 이야기들을 나타내고 있다. 그 외의 유물들로는 다음이 있다:
- 적화 토기 히드리아 - 채색공 메이디아스가 채색 (기원전 550–540년)
- 작은 거장들의 잔 (기원전 560년–540년) - 세밀화 화가의 화풍에서 명명
- 조각상 '아폴론'과 '아폴리노 밀라니' (기원전 6세기의 것으로, 유물을 박물관에 기증한 이의 이름을 따 명명)
- 운동선수의 토르소 (기원전 5세기)
- 대형 헬레니즘풍의 말 머리 조각 (이 조각이 처음으로 전시됐던 메디치 리카르디 궁전을 통해 메디치 리카르디의 머리로도 알려짐)으로, 기마상의 파편이며, 파도바와 베네치아에 있는 도나텔로와 베로키오 등이 제작한 기마상 기념비에 영감을 미쳤다.
- 회랑에서 전시되고 있는 고졸기 그리스 시대의 대리석 쿠로스 두 개

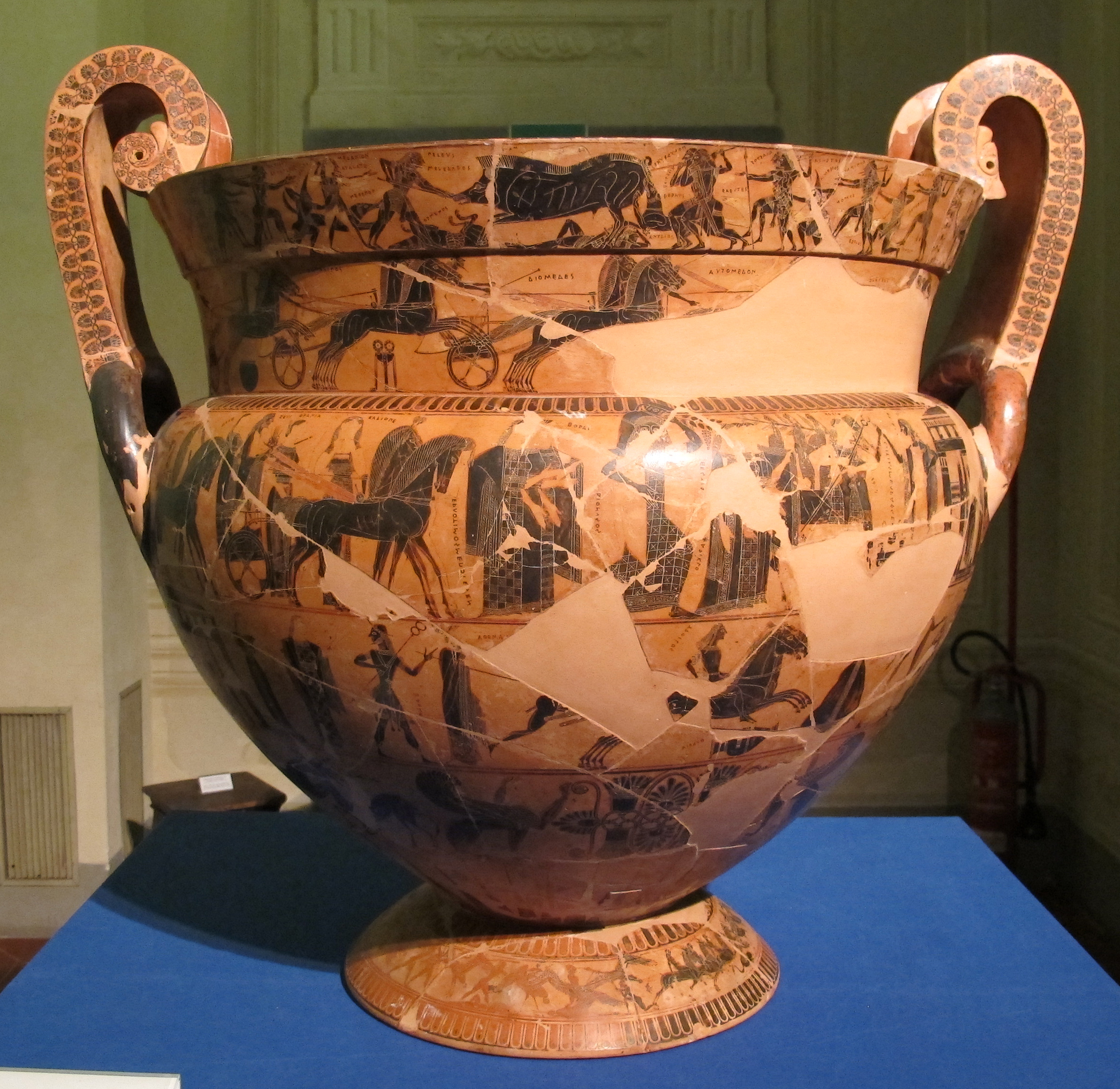
'프랑수아의 단지'
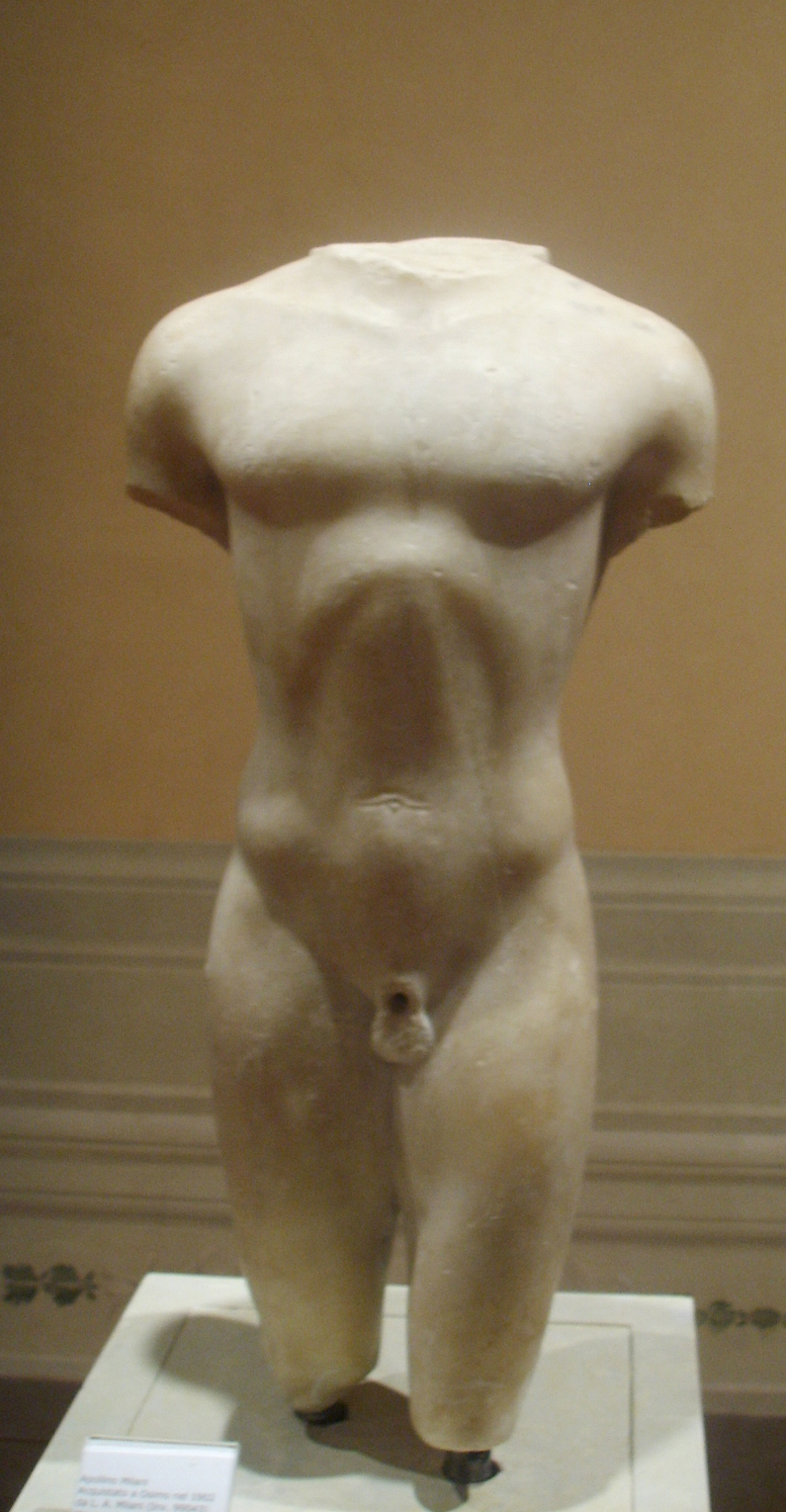
'아폴리노 밀라니'
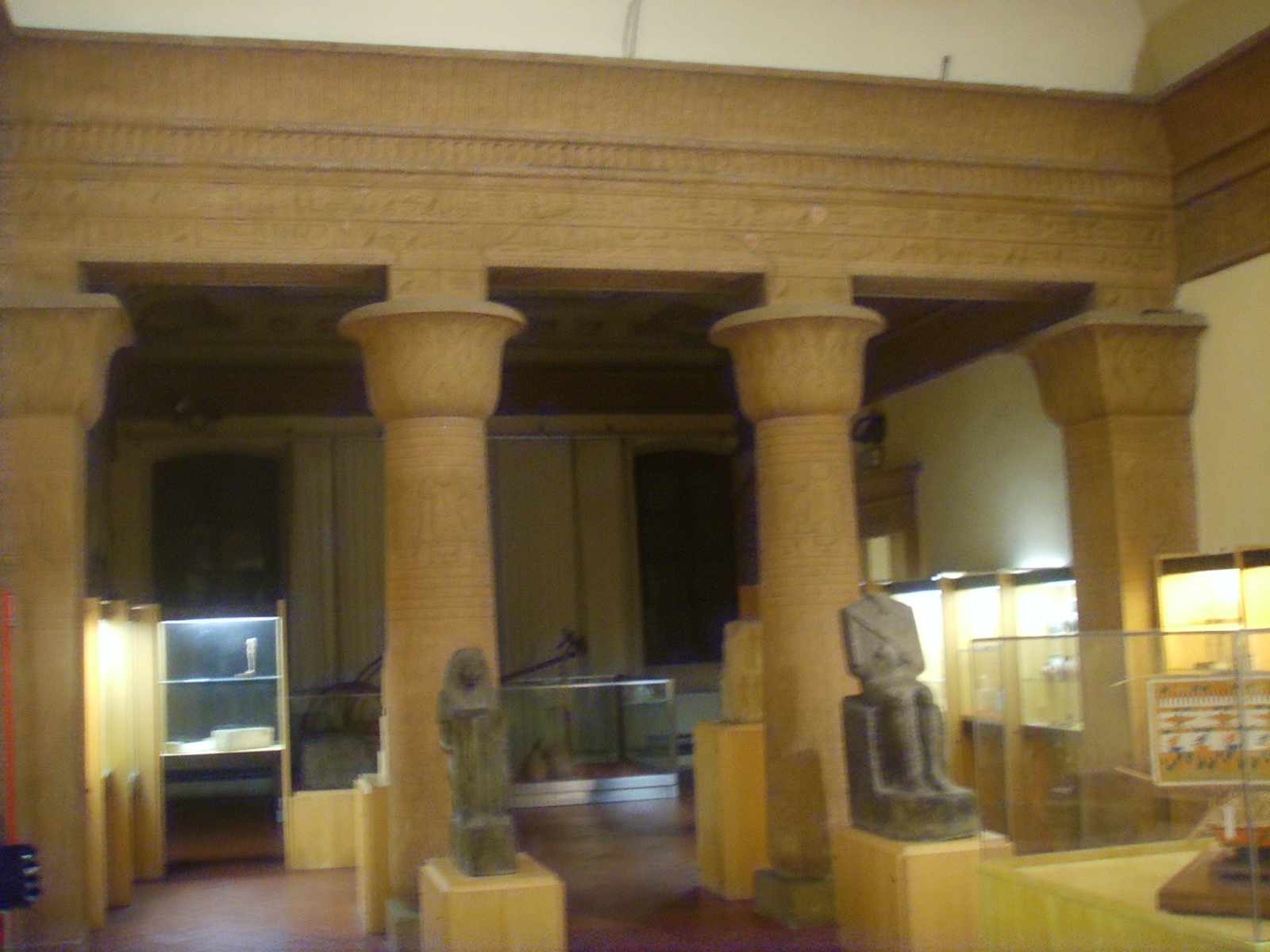
이집트 컬렉션 사진

## 이집트 박물관
이집트관의 컬렉션은 이집트 박물관으로 알려져 있으며, 토리노 이집트 박물관 다음으로 이탈리아 내에서 이집트 유물 컬렉션의 규모가 크다.

### 시초
피렌체 지역의 첫 이집트 유물 컬렉션은 18세기부터 거슬러 올라가는 메디치 컬렉션이었다. 19세기에, 토스카나 대공 레오폴도 2세는 현재 이집트 박물관에 소장된 유물들의 수집을 시작했다. 프랑스의 샤를 10세와 함께, 그는 1828년부터 1828년까지 학술 탐험대의 재정을 지원하였다. 이 탐험대는 신성문자를 해독해낸 장프랑수아 샹폴리옹이 이끌었다. 샹폴리옹의 친구이자 제자인 이폴리토 로셀리니는 이 탐험 기간 이탈리아의 이득을 대표하였다. 그는 이탈리아 이집트학의 아버지가 되었다. 많은 유물들이 발굴 및 현지 상인들로부터 매입을 통해 이 탐험 기간에 수집되었다. 복귀하면서, 이 유물들은 파리의 루브르 그리고 피렌체의 이집트 박물관에 균등하게 분배되었다.

### 발전
이집트 박물관은 1855년에 공식 개관하였다. 첫 관장은 피에몬테 출신 에르네스토 스키아파렐리였다. 그는 이후에 규모가 더 큰 토리노 이집트 박물관의 관장이 되었다.
1880년경 그는 컬렉션의 목록을 만들었고 피렌체 고고학 박물관으로 유물들의 운송을 조직하였다. 스키아파렐리의 지시 하에, 컬렉션은 추가 발굴 활동 및 이집트에서 매입 등으로 커졌다. 그렇지만 여러 유물들이 나중에 토리노로 옮겨졌다.
피렌체 컬렉션은 개인 및 학술 단체들의 기부 등으로 이때 이후로도 계속 커졌다. 특히, 피렌체 파피루스 학회는 1934년에서 1939년까지 이뤄진 이집트 탐사에서 얻은 유물들을 기부했다. 이 유물들은 현재 전세계에서 가장 뛰어난 콥트 미술 및 기록물로 이뤄진 컬렉션 중 하나로 평가 되도록 기여했다.

### 오늘날 이집트 박물관
오늘날 이집트 박물관은 전문 이집트학자 두 명을 포함한 상주 직원들을 두고 있다. 14,000점이 넘는 유물들을 소장하고 있고, 아홉 개 전시실과 두 개 창고에 배치되어 있다. 전시실에서 전시된 유물들은 상당한 복원이 이뤄지고 있다. 스키아펠리가 고안한 옛 분류 체계는 시대별 그리고 부분으로는 지지학적 성격을 띠는 새로운 분류 체계로 대체되었다.
컬렉션은 선사 시대에서 콥트 시대로 이어지는 유물들로 이뤄져 있고 석비, 미라, 우샤브티, 애뮬럿, 그리고 여러 시대의 동상 등으로 된 뛰어난 컬렉션이 존재한다. 아멘호테프 3세 재위 시기부터의 동상들, 제18왕조 시기의 전차, 세티 1세 무덤의 기둥, 타하르카 왕의 유모였던 톄스라페레트의 매장 부속품 일부, 신약 파피루스 (파피루스 2, 파피루스 65), 그 밖에 여러 시대의 독특한 유물 등이 있다.

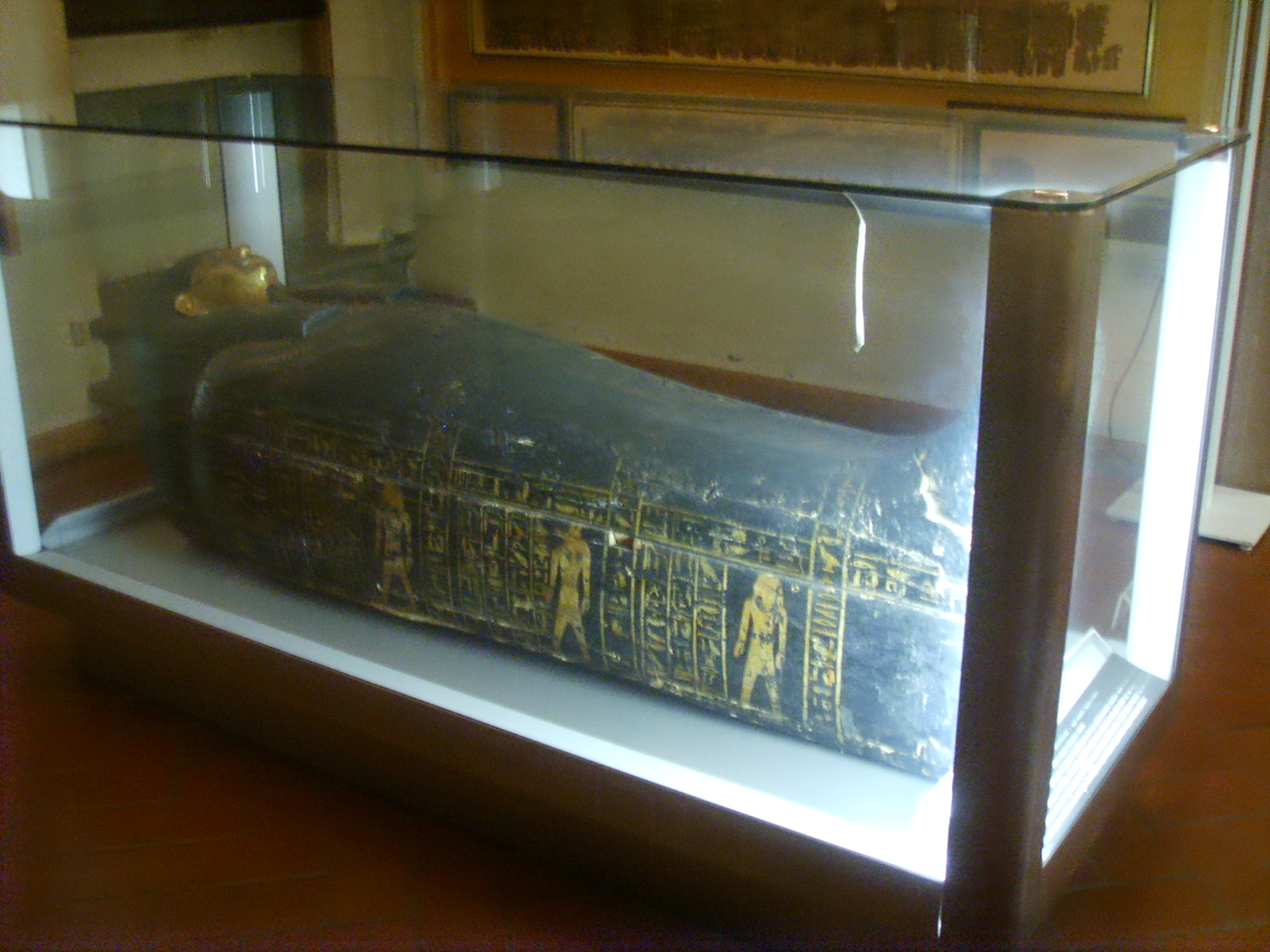
왕가의 사르코파구스
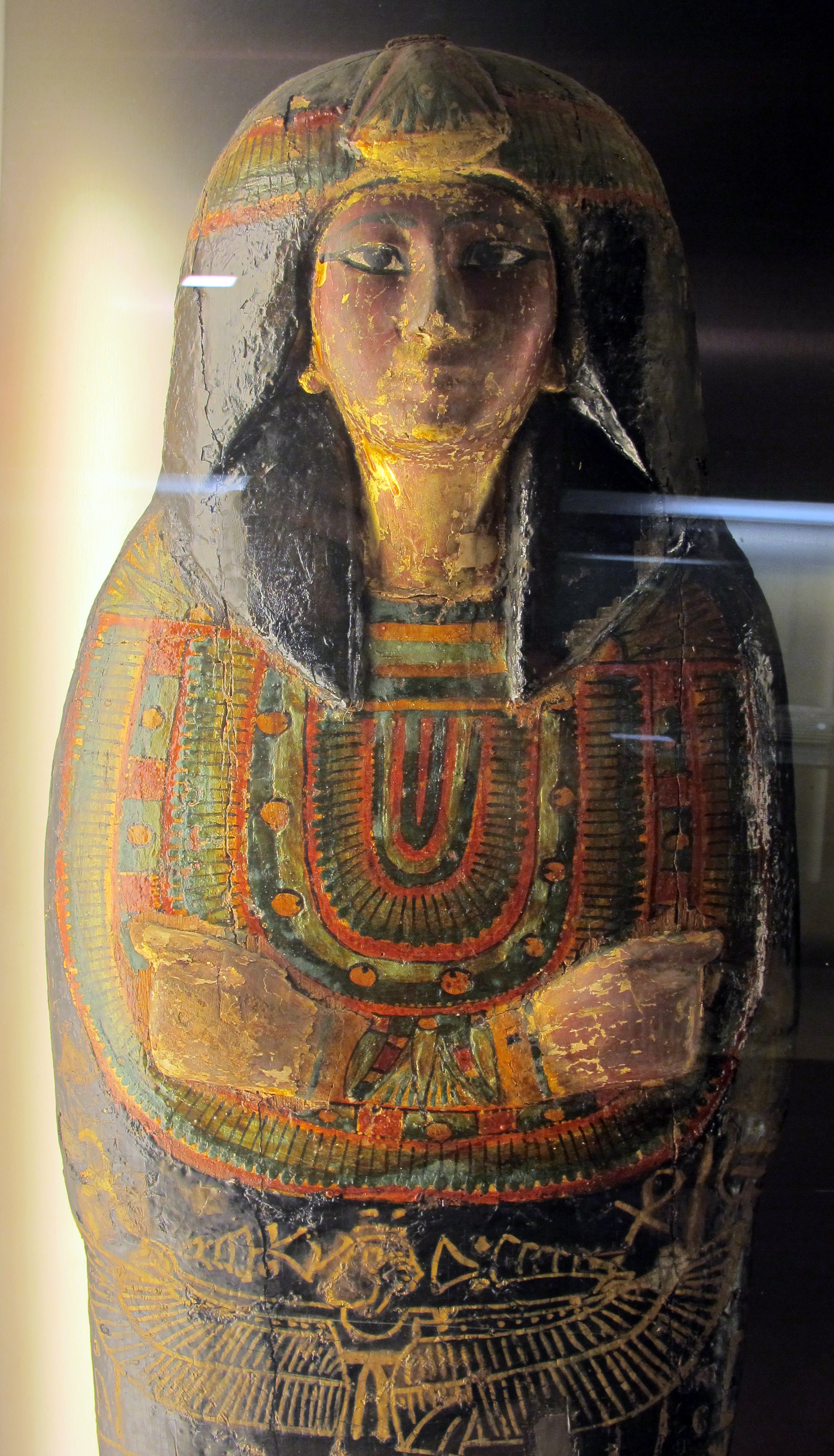
여성용 사르코파구스
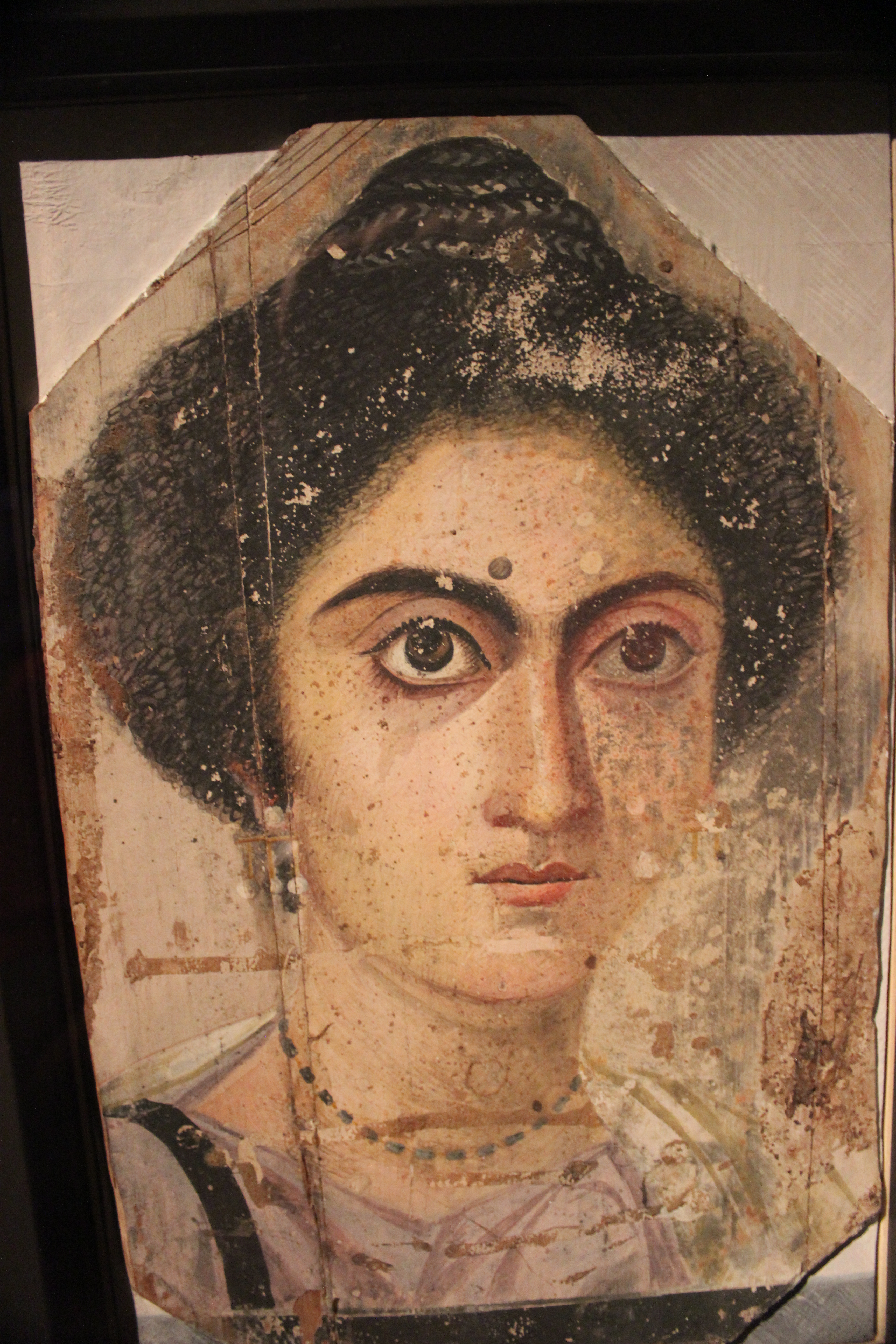
알 패윰에서 출토된 초상
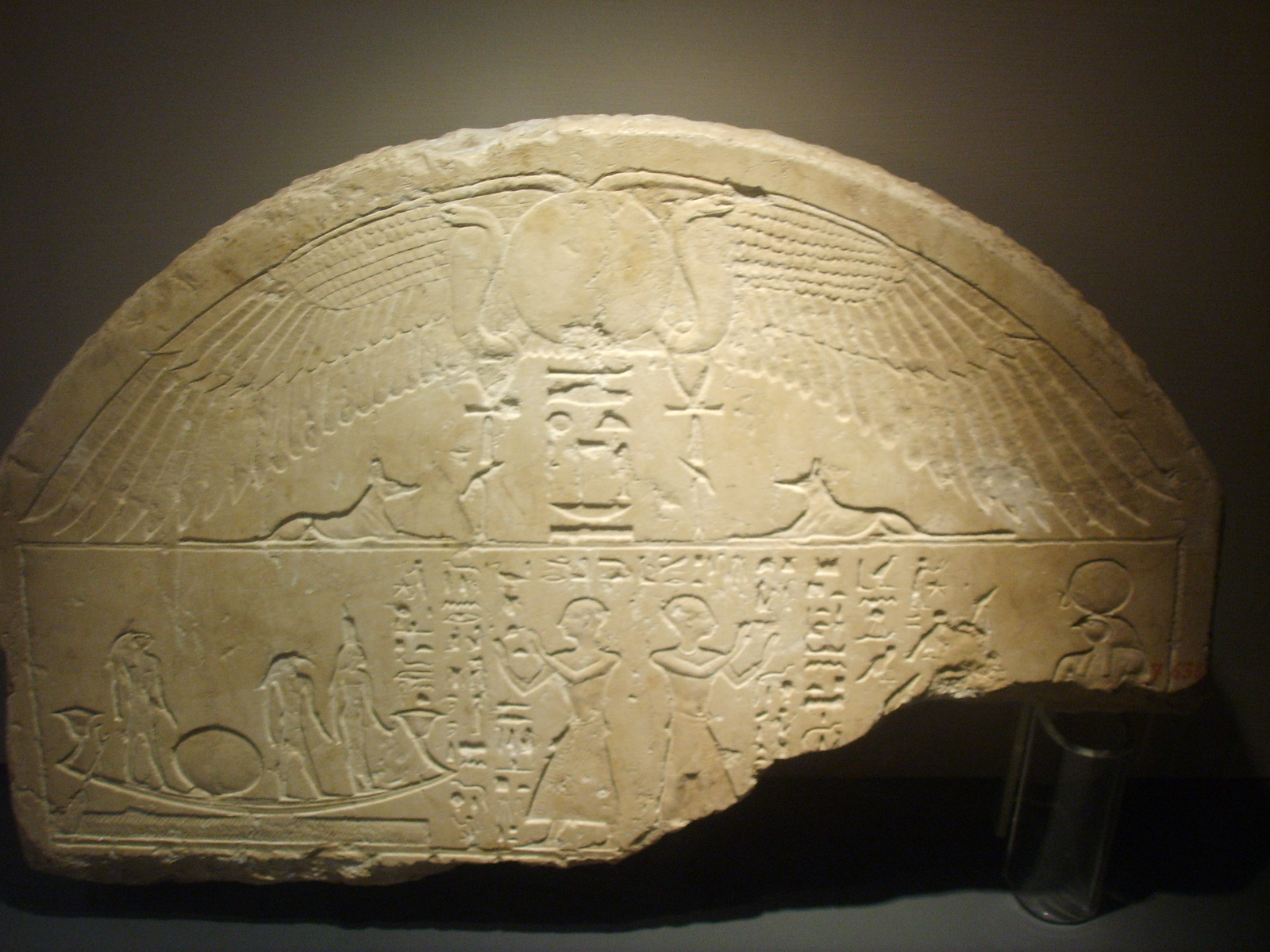
프톨레마이오스 시대의 스텔레
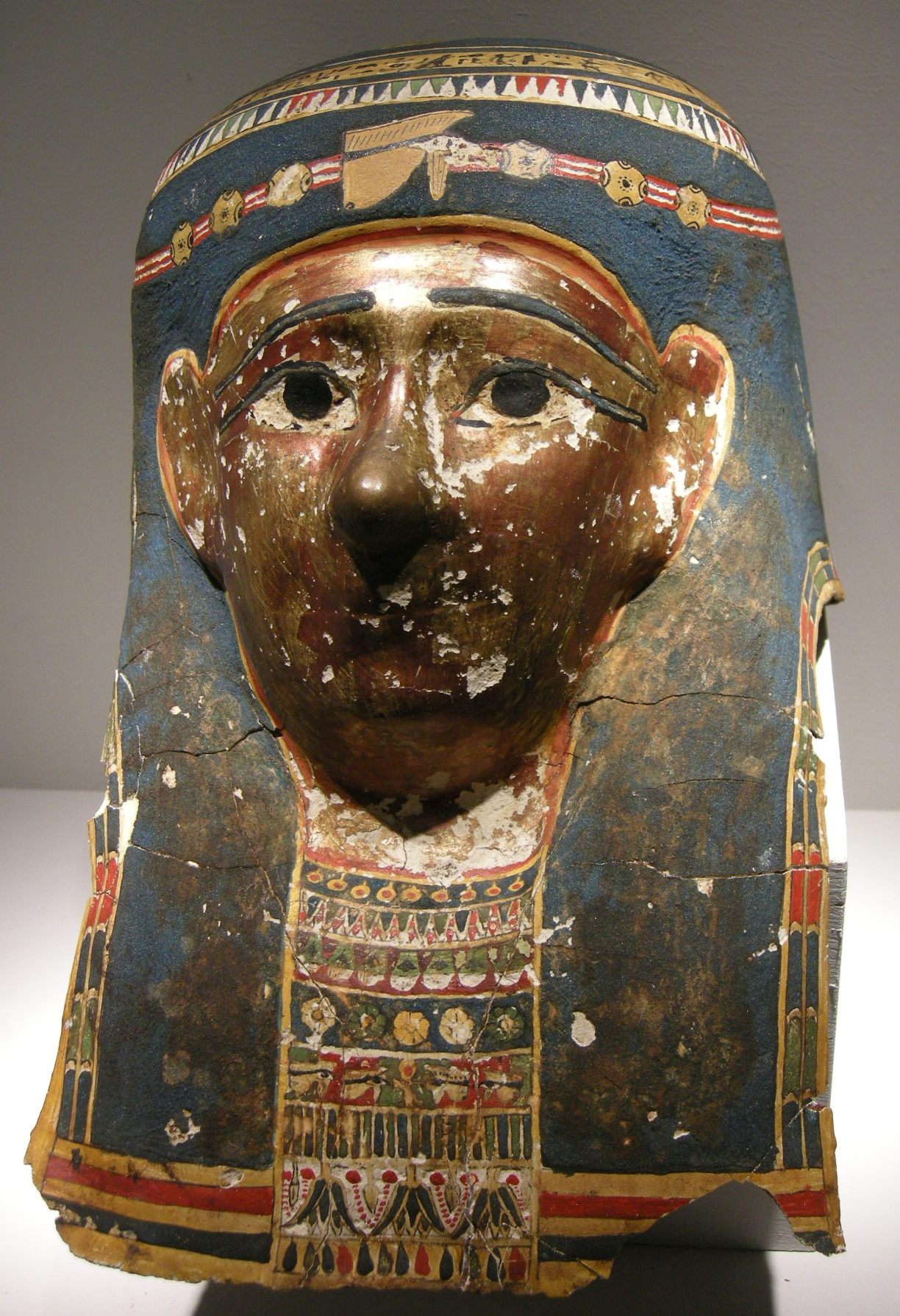
이집트의 장례 마스크

## 별관
피렌체 국립 고고학 박물관의 별관이 피렌체 인근에 바로크풍으로 지어진 빌라 코르시니 아 카스텔로에 마련되어 있으며, 대부분 고대 로마와 에트루리아 시대의 조각들로 이뤄져 있다.